# Mercury (revista)
Mercury és una revista científica bimensual de caràcter divulgatiu que conté articles i columnes sobre astronomia i està orientada a tots els públics.
Editada per la Astronomical Society of the Pacific (ASP), presenta un contingut variat. Mercury va ser publicada per primera vegada en 1972, precedida per una publicació titulada Leaflets i es va pensar en un primer moment el títol d'Astronomy per a la revista. Alguns columnistes que contribueixen o han contribuït a la revista són Christopher Conselice, Eric Schulman i Christopher Wanjek.